# LINDBERG X
『LINDBERG X』（リンドバーグ・テン）は、LINDBERGの10枚目のオリジナル・アルバム。
1997年6月18日発売。発売元はテイチクのインペリアルレコードレーベル。

## 解説
97年4月・5月・6月にて、3ヶ月連続リリースを決行（4月はシングル『明日は明日の風が吹く』、5月はシングル『Sugar Free』）、その完結作として本作がリリースされた。
前作まではプロデューサーの月光恵亮が井上龍仁のペンネームで編曲にクレジットされていたが、本作から月光恵亮名義に変更されている。

## チャート成績
オリコンチャート4位を獲得した。

## 収録曲
全作詞:渡瀬マキ／作曲:小柳昌法（5,6,7）平川達也（2,3,4,11,12）川添智久（1,8.9.10）／全編曲:LINDBERG・神長弘一・月光恵亮
1. Monkey Girlの逆襲
2. Sugar free
29枚目のシングル曲。NHK『ポップジャム』エンディング曲
3. YAH! YAH! YAH!
27枚目のシングル曲。
4. あなたの気持ち
5. 水色の夏
6. Love is too late
7. ゆめ
8. ドーンとCry
9. 明日は明日の風が吹く
28枚目のシングル曲。ロッテトッポCF曲
10. 懲りない恋
29枚目のシングルc/w曲。
11. velvet
12. 悲しきTUFF-MAN